# Словник від Лукавого
«Словник від Лукавого» (англ. The Devil's Dictionary) — сатирична книга Емброуза Бірса, збірник за алфавітом визначень-афоризмів про різні сторони людського життя, написана в 1906. Була опублікована в 1906 під назвою «Лексикон циніка», а в 1911 році перевидана як «Словник від Лукавого».

## Структура
«Словник від Лукавого» містить 998 визначень. Більшість із них подано як словникові визначення в формі афоризмів з одного-двох речень. Частина доповнена віршованими ілюстраціями, авторами яких вказані вигадані Бірсом поети, суспільні й релігійні діячі.

## Історія створення
Вважається, що ідея створення книги виникла в Бірса, коли він працював у редакції маленького щотижневого фінансового журналу «News Letter» в Сан-Франциско. В «News Letter» відводилося кілька сторінок для сатири під заголовком «The Town Crier». Бірс став редактором цього проекту в 1868 році, ведучи власну колонку «Laughing devil». Емброуз почав створення «Словника від Лукавого» як сатиричне наслідування Вебстерського словника після того, як в 1875 звільнився з «The Town Crier». Сам Бірс говорив, що ідея написання книги прийшла до нього в 1881 році.
Часи написання «Словника від Лукавого» відомі як «Позолочена доба» (англ. the Gilded Age, на противагу «Золотій добі») за занепад моралі, розквіт казнокрадства, рекордних фінансових афер і повсюдної корупції. Багатьом з цих явищ і присвячені афоризми «Словника від Лукавого».

## Приклади визначень
- Абсурд, ім. — судження або думка, що абсолютно не збігається з чиїмось власним.
- Ввічливість, ім. — найбільш прийнятна форма лицемірства.
- Доля, ім. — те, чим деспот виправдовує лиходійство, а дурень — невдачу.
- Догоджати, дієсл. — закладати фундамент для обману.
- Освіта, ім. — процес, в ході якого розумному відкривається, а від дурного приховується недостатність їх знань.
- Сучасність, ім. — та частина Вічності, яка відокремлює оселю розчарувань від царства надій.
- Фактичний, прикм. — ймовірний, можливий.
- Цирк, ім. — місце, де слони, коні й поні можуть подивитися, як дуріють чоловіки, жінки й діти.
- Шлюб, ім. — комірка суспільства, до якої належать пан, пані та пара рабів; разом же двоє.
- Щастя, ім. — приємний стан душі, що виникає від споглядання чужих бід.